# Доньїнос-де-Ледесма
Доньїнос-де-Ледесма (ісп. Doñinos de Ledesma) — муніципалітет в Іспанії, у складі автономної спільноти Кастилія-і-Леон, у провінції Саламанка. Населення — 74 особи (2010).
Муніципалітет розташований на відстані близько 210 км на захід від Мадрида, 31 км на захід від Саламанки.
На території муніципалітету розташовані такі населені пункти: (дані про населення за 2010 рік)
- Доньїнос-де-Ледесма: 47 осіб
- Сафрон: 25 осіб
- Лас-Деесітас: 0 осіб
- Гудіно: 0 осіб
- Тахурм'єнтос: 1 особа
- Тосас: 0 осіб
- Тута: 1 особа
- Вальдерас: 0 осіб

## Демографія
Динаміка населення (INE ):

## Зовнішні посилання
- Провінційна рада Саламанки: індекс муніципалітетів [Архівовано 23 квітня 2009 у Wayback Machine.]
- Посилання на Google Maps